# Atheta fulgida
Atheta fulgida är en skalbaggsart som beskrevs av Max Bernhauer 1907. Atheta fulgida ingår i släktet Atheta och familjen kortvingar. Inga underarter finns listade i Catalogue of Life.